# Sydney Rays
Sydney Rays – australijski zespół rugby union z siedzibą w Sydney utworzony w 2014 roku przez konsorcjum klubów Manly, Warringah, Gordon i Norths w celu uczestniczenia w National Rugby Championship, jeden z czterech zespołów reprezentujących Nową Południową Walię w tych rozgrywkach.

## Historia
Drużyna – pod nazwą North Harbour Rays – oficjalnie powstała po ogłoszeniu utworzenia National Rugby Championship jako jedna z dziewięciu uczestniczących w inauguracyjnym sezonie rozgrywek, a utworzyły ją rywalizujące w Shute Shield kluby Manly, Warringah, Gordon i Norths. Szkoleniowcem zespołu został pierwotnie Phil Blake, po jego rezygnacji funkcję tę objął Geoff Townsend, trener Gordon RFC. Skład został ogłoszony 8 sierpnia 2014 roku, a kapitanem zespołu został mianowany Greg Peterson. Townsend pozostał trenerem również w kolejnym sezonie, a do roli kapitana wyznaczył Luke’a Holmesa. Przed sezonem 2016 w związku z likwidacją drużyny Sydney Stars zespół został przemianowany na Sydney Rays, jednocześnie pojawiły się prasowe doniesienia o dołączeniu do jego konsorcjum klubu Southern Districts, który ostatecznie pozostał jednak związany z Rams. Początkowo zespół w tej edycji miał prowadzić Damien Cummins, po jego rezygnacji rolę tę objął trener Norths, Simon Cron, kapitanem zespołu został natomiast Matt Lucas. W 2017 roku szkoleniowcem zespołu został były reprezentant kraju, Julian Huxley, który do roli kapitana wyznaczył Damiena Fitzpatricka.

## Stadion
Domowe mecze zespołu w inauguracyjnym sezonie były rozgrywane na Brookvale Oval, w drugim zaś na obiektach Rats i Manly.

## Stroje
Zawodnicy przywdziewają arlekinowe koszulki zawierające niebieskie, czerwone, białe i zielone elementy, będące symbolami każdego z tworzących zespół klubów, rękawy natomiast są złoto-czarne. Również skarpetki posiadają paski w tych kolorach, spodenki zaś są białe z logo drużyny.

## Składy

### Skład 2014
W składzie na sezon 2014 znaleźli się: Kotoni Ale, Leeroy Atalifo, Harry Bergelin, James Cunningham, Jack Dempsey, Scott Fardy, Nick Fraser, Tom Games, Ed Gower, Luke Holmes, Michael Hooper, Boyd Killingworth, Nick Lah, Mitch Lewis, Dane Maraki, Ryan Melrose, Kevin McNamara, Rory O’Connor, Wycliff Palu, Greg Peterson, Dave Porecki, Sam Ward, Michael Wells / Michael Adams, Hamish Angus, Cam Crawford, Scott Daruda, Malietoa Hingano, Josh Holmes, Dave Feltscheer, Harry Jones, Matt Lucas, Tom Matthews, Terry Preston, Brian Sefanaia, Sireli Tagicakibau, Sam Vaevae. Hooper, Palu i Fardy byli przydzielonymi do zespołu aktualnymi reprezentantami kraju i ich udział w zawodach był zależny od obowiązków w kadrze.

### Skład 2015
W składzie na sezon 2015 znaleźli się: Michael Adams, Sione Ala, Hamish Angus, Harry Bergelin, Wayne Borsak, Tyson Davis, Jack Dempsey, Tim Donlan, Tim Duschene, Vance Elliott, Scott Fardy, Dave Feltscheer, Nick Fraser, Ed Gower, Tom Hill, Reece Hodge, Josh Holmes, Luke Holmes, Michael Hooper, Richard Hooper, Lawrance Hunting, Mark Johnson, Boyd Killingworth, Sam Lane, Mitch Lewis, Alex Northam, Rory O’Connor, Dennis Pili-Gaitau, John Porch, Harry Rorke, Scott Sio, Cameron Treloar, Sam Ward, James Wilkinson, Ruairidh Wilson, Richard Woolf. Hooper był przydzielonym do zespołu aktualnym reprezentantem kraju i jego udział w zawodach był zależny od obowiązków w kadrze.

### Skład 2016
W składzie na sezon 2016 znaleźli się: Rory O’Connor, Ezra Luxton, Angus Taʻavao, Lawrance Hunting, Damien Fitzpatrick, James Hilterbrand, Nick Palmer, Adrian Hall, James Brown, Angus Ryan, Jack Dempsey, Harry Bergelin, Tom Cusack, Will Miller, Michael Smith, Michael Wells, Hugh Sinclair, Michael Hooper, Sam Kitchen, Mitch Lewis, Connor Vest / Matt Lucas, Michael Dowsett, Dewett Roos, Sam Lane, Angus Sinclair, Harry Jones, Tyson Davis, Irae Simone, Con Foley, Seb Wileman, Dennis Pili-Gaitau, Richard Woolf, Cameron Clark, Josh Turner, Johnathan Malo, Rob Horne.

### Skład 2017
W składzie na sezon 2017 znaleźli się: Paula Balekana, Harry Burey, Apolosi Latunipulu, Cam Clark, Tom Connor, Nick Duffy, Lawrance Hunting, Damien Fitzpatrick, Jack Grant, Bryce Hegarty, James Hilterbrand, Harry Jones, Harry Nucifora, Sam Lane, Kawaa Leauma, David Lolohea, Erza Luxton, Alex Perez, Angus Sinclair, Guy Porter, Angus Ryan, Rohan Saifoloi, Irae Simone, Dave McDuling, Hugh Sinclair, Alefosio Tatola, Josh Turner, Sam Kitchen, Conor Vest, Cody Walker, Alex Westgarth.